# أبل وأونيون
آبل وأنيون (بالإنجليزية: Apple & Onion)‏ ويترجم حرفيا تفاح وبصل هو مسلسل رسوم متحركة أمريكي أنشأت من أجل كرتون نتورك.
السلسلة أنشأت من قبل جورج جيندي عامل سابق في عالم غامبول المدهش وسانجاي وكريغ. يركز المسلسل على الشخصيتين آبل وأنيون اللذين سُمِّيَ المسلسل باسمهما، وعلى مغامراتهما في عالم تسكنه شخصيات من الطعام.

## الشخصيات
- آبل (بصوت جيل شلهوب) - شخصية من التفاح الأحمر يثمن الصداقة التي تجمعه بأنيون شريك سكنه. لديه شخصية مرحة جدا وغير مبالية، قد يكون طفوليا وساذجا في بعض الأحيان، كما أنه كثير الحركة ويسهل تشتيت انتباهه. دائمًا ما يأتي بأفكار جديدة غريبة.
- أنيون (بصوت عمر داعوق. تم تغيير الصوت ابتداءً من الحلقة 64 - شخصية من البصل الأخضر. هو الصديق المهذب جدًّا والذكي لآبل، وهو طويل القامة. أنيون هو من يعمل على تنفيذ أفكار آبل عادةً، بالإضافة إلى كونه يمثل الجانب العقلاني بين الصديقين.
- فلافل (بصوت شربل أيوب) - مالك البناية التي يسكن فيها آبل وأنيون وهو مصري. لديه شخصية طيبة معطاءة فقد سمح لآبل وأنيون بالبقاء مجانا في الشقة (الكوخ) التي تقع أعلى بنايته، ودائما ما يساعدهما. على الرغم من ذلك، لدى فلافل حدوده وقد يفقد صوابه بسبب تصرفاتهما الطائشة. غالبًا ما تُظهِر أحداث المسلسل فلافلَ يعمل لدرجة الإرهاق أو يواجه مشاكل مالية. لديه حيوان أليف اسمه فرخ.
- تشيكن ناجيت (بصوت فادي الرفاعي) - شخصية من قطعة دجاج مقلية. يعمل كشرطي لكن لديه العديد من الوظائف الجانبية. مهووس بفرض القوانين لأنه يريد أن يحترمه الجميع، وينزعج كثيرا من ألاعيب آبل وأنيون. بحكم كونه قطعة دجاج، لا يستطيع مقاومة صلصات التغميس ويقع في فخاخ الاسمنت التي يضعها آبل وأنيون كصلصات تغميس لصرف انتباهه عنهما.
- برجر - شخصية من شطيرة اللحم، اسمه هو همبرجر لكن يناديه الجميع برجر. هو أحد أصدقاء آبل وأنيون، وصديق مقرب لهوت دوغ وكوتون كاندي وفرينش فراي، وزبون دائم في مطعم بيتزا. يظهر برجر في البداية كشخص مهمل وكسول، لكنه يبدأ بالاعتناء بنفسه لاحقًا. هوايته المفضلة هي كرة السلة ويأخذها على محمل الجد عند اللعب.
- هوت دوغ (بصوت شربل أيوب) - شخصية من شطيرة النقانق، وهو أحد أصدقاء آبل وأنيون، وصديق مقرب لفرينش فراي وبرجر وكوتون كاندي، وزبون دائم في مطعم بيتزا. يطمح بأن يصبح ممثلا.
- فرينش فراي (بصوت ألين سعادة) - شخصية من قطعة بطاطس مقليةٍ. هي إحدى أصدقاء آبل وأنيون، وصديقة مقربة لهوت دوغ وكوتون كاندي وبرجر. تهوى كتابة الشعر.
- كوتون كاندي (بصوت ميرنا الحسيني) - شخصية من حلوى القطن. هي إحدى أصدقاء آبل وأنيون، وصديقة مقربة لفرينش فراي وبرجر وهوت دوغ، وهي الروح الفكاهي للمجموعة فدائما ما تلقي نكاتا ذكية.
- بيتزا - شخصية من شريحة البيتزا. يعمل بلا توقف لدرجة الإرهاق مع والدته في المطعم الذي يملكانه «مطعم بيتزا»، ويحب ركوب المنطاد.
- باتي (بصوت رالين داغر) - شخصية من الفطيرة الجامايكية (الباتي). هي مديرة آبل وأنيون حيث أنها تدير متجر الدولار الذي يعملان فيه. باتي صارمة للغاية بشأن الشؤون المالية والصدق وتعاقب كل من يكذب عليها.
- بيف جيركي (بصوت فادي الرفاعي) - شخصية من لحم البقر المقدد. مجرم مسجون ضخم البنية وقوي. على الرغم من مظهره المخيف إلا أنه طيب ولطيف، يساعد آبل وأنيون كلما قابلاه ويقدم لهما النصح والمشورة، ويحب إخبارهما عن قصص من ماضيه. يهوى الرسم وأحيانا يرسم لتشيكن ناجيت.
- ساموسا (بصوت ميرنا الحسيني) - شخصية من السمبوسة. هي إحدى قاطني بناية فلافل، وهي على الأرجح من الهند. تملك شركة تطوير ألعاب تسمى «ألعاب ساموسا ذ.م.م.» وهي الشركة التي طورت لعبة «تحطيم الحلويات» التي يحبها أنيون.
- تيتر توت (بصوت شربل أيوب) - شخصية من قرص البطاطس المقلي. ممثل شهير.
- السيدة حلوى/لوليبوب - سيدة مسنة لطيفة تسكن في الطابق السفلي من بناية فلافل ولديها قطة أليفة اسمها «سوتي».
- ليمون دروب - شخصية من حلوى قرص الليمون. صديقة آبل وأنيون الصغيرة. لا تنسى من يسيء معاملتها لكن سرعان ما تسامحه إذا اعتذر إليها.
- فرايد شرمب - شخصية من الروبيان المقلي، وهو مدير فندق.
- تشيزستيك (بصوت شربل أيوب) - شخصية من إصبع اللحم بالجبن. شخص عبوس وسريع الغضب. يعمل في فندق فرايد شرمب.
- كرنيل (بصوت جورج دياب) - شخصية من حبة الذرة (الفشار). ذو شخصية صارمة جدا وبلا أصدقاء قبل الفرقعة. مهووس بالترتيب والنظام ويعامله الجميع بحذر شديد كأنه كولونيل.
- العمدة نيز - شخصية من المايونيز. وهو عمدة المدينة.

## الأصوات العربية
جيل شلهوب - أبل
عمر داعوق - انيون
شربل أيوب
رنا الرفاعي
فادي الرفاعي
جورج دياب
ميرنا الحسيني
ألين سعادة

## قائمة الحلقات
| موسم 1 | موسم 1 | موسم 1                            | موسم 1                    |
| ر. الإجمالي | الحلقة | العنوان                           | العنوان الإنجليزي         |
| --- | ------ | --------------------------------- | ------------------------- |
| 1 | 1      | حياة جديدة                        | A New Life                |
| تحكي الحلقة عن كيفية التقاء آبل وأنيون ببعضهما البعض بعد أن قام أهل كل منهما بإرسالهما إلى المدينة. يريد آبل بدء حياة جديدة بينما يريد أنيون تكوين صداقات جديدة لكن يحصل ما لم يستعدا له. |        |                                   |                           |
| 2 | 2      | الفريق المثالي                    | The Perfect Team          |
| أثناء لعب آبل وأنيون لعبة "الفريق المثالي" على الحاسوب، يقاطعهما ضيف غير متوقع عبر النافذة: قطة ضالة. تحب القطة رأس آبل لكنها تكره شعر أنيون، فيبدأ أنيون بالخوف من أن صداقته مع آبل قد تكون في خطر. القصة:كانا أبل وأونيون يلعبا لعبة "الفريق المثالي" على حاسوبهما فجاءت قطة من النافذة فعندما رأت أبل قفزت على رأسه لتلعب بالورقة التي عليه ثم رأت شعر أونيون فكرهته، إتخذ أبل القطة صديقة له كبديل أونيون، خطط أونيون فجراً أن يطرد القطة فصنع نسخة من رأس أبل علقها على صخرة في المنتزه لطردها، في الصباح جن أبل لعدم رؤية القطة فبحثا عن القطة فرأى أبل نسخة رأسه على الصخرة وحينها كان أونيون خائفاً من أن يُكشَف أمره فعندما عرف أبل أخذ يصرخ في وجهه، وقد رأوا القطة في الجانب الآخر من الشارع فقام أونيون بتشتيت القطة وجائت عربة التنظيف التي تسحق أونيون في لعبة الكومبيوتر فجعل أونيون القطة تقفز فوق عربة التنظيف ثم جاءت سالمة لهما وفي الطريق جاءت لوليبوب لتحتضن قطتها المفقودة التي تسمى لوسي، فإسترجع الثنائي صداقتهما وإنهاء اللعبة بإسلوب إنقاذ القطة فأخذا يغنيان، النهاية. |        |                                   |                           |
| 3 | 3      | جولة المنطاد                      | Tips                      |
| يشاهد آبل وأنيون إعلانا عن جولة بالمنطاد متوفرة ليوم واحد فقط لكنهما لا يملكان المال الكافي للذهاب لذا يبدآن العمل في مطعم بيتزا ليجمعا البقشيش. |        |                                   |                           |
| 4 | 4      | يوم الفلافل الممتع                | Falafel's Fun Day         |
| بعد أن قاما بإغضاب فلافل من غير قصد مما تسبب بقراره بالرحيل عن المدينة، يقرر آبل وأنيون منح فلافل يوما مميزا كي يمنعاه من الرحيل. |        |                                   |                           |
| 5 | 5      | آبل في ورطة                       | Apple's in Trouble        |
| يعد تشيزستيك الغاضب بأنه سيلقن آبل درسا. فيبدأ آبل وأنيون بالبحث عن مصدر غضب تشيزستيك ويجدان أنفسهما يتحريان عن سلسلة من ردود الفعل. |        |                                   |                           |
| 6 | 6      | أربعة ضد واحد                     | Four on One               |
| عندما لاحظ برجر وهوت دوغ أن أنيون ماهر في كرة السلة، قررا دعوته للانضمام إلى فريقهم في مسابقة 4 ضد 4، يقبل أنيون الدعوة لكنه يكتشف أنه لا يستطيع اللعب أمام جمهور كبير بسبب الأصوات التي توتره وتحبطه داخل رأسه. |        |                                   |                           |
| 7 | 7      | العرض الأول                       | Hot Dog's Movie Premiere  |
| يقوم حارس الأمن تشيكن ناجيت بمنع آبل وأنيون من مشاهدة العرض الأول لفيلم "روبوتوت الثاني" الذي يمثل فيه صديقهما هوت دوغ، لذا يبدآن بالقيام بكل ما في وسعهما للتحايل على تشيكن ناجيت ودخول صالة العرض. |        |                                   |                           |
| 8 | 8      | التقاط القارورة                   | Bottle Catch              |
| يبتكر الصديقان لعبة جديدة باسم التقاط القارورة لكن تتم سرقة فكرتهما. |        |                                   |                           |
| 9 | 9      | رحلة على متنِ حافلة بانكيك         | Pancake’s Bus Tour        |
| عندما يفقد آبل حذائه، يقرر أنيون أخذه إلى وجهة تساقط الشهب كي يتمنى استعادة الحذاء، لكن على آبل أن يلتزم بالهدوء على متن الحافلة كي لا يتعرضا للطرد. |        |                                   |                           |
| 10 | 10     | حفلة الحي                         | Block Party               |
| يستعد الصديقان للقيام بحفلة كبيرة مع جميع أصدقائهم، لكن تأتي بطة عصبية وتستولي على سطحهما ولا تسمح لهما بالعبور. على الصديقين خداعها ودخول سكنهما قبل أن تذوب كعكة الحفلة وتدمر حاسوبهم المحمول الذي يحوي الأغنية التي أعدوها للحفلة. |        |                                   |                           |
| 11 | 11     | تركيز آبل                         | Apple's Focus             |
| يريد آبل أن يساعد أنيون في تحقيق حلمه بأن يشارك في مسابقة الطبخ لكنه يفقد تركيزه بسرعة مما يؤثر سلبا على مشاركة أنيون. |        |                                   |                           |
| 12 | 12     | ليل نودل                          | Lil' Noodle               |
| يقوم مغني الراب الشهير ليل نودل بدعوة آبل وأنيون للظهور في فيديو أغنيته الجديدة بعد أن أعجبته تسريحتهما الرائعة، ويطلب منهما عدم تغيير أي شيء في هذه التسريحة. لكن الأمور تتعقد عندما يحط عصفور على شعر أنيون ويتخذه عشًّا له. القصة:كان الثنائي يرقصان على أغنية لليل نودل ثم فكروا بأن يعملان على تسريحة ليخرجا من الشقة بتلك التسريحة، فعندما كانا يمشيان في الشارع جاء ليل نودل بسيارة سيدان سوداء وقال إن تسريحة الشعر أعجبته وقام بدعوتهما لأغنيته للظهور فيها لكن عليهما ألا يغيرا شيء، عندما ذهب ليل نودل خرجت خصلة شعر من أونيون فقال أبل ألا يغيرا شيء فذهبا إلى حلاق فغيرها بشكل غير طفيف فعندما خرجا حط عصفور على شعر أونيون فطلب من أبل إخراجه لكنه شرس، فكر الصديقان بفكرة فنجحت وهرب العصفور بواسطة بومة، في اليوم التالي إكتشف أونيون أن العصفور وضع بيضة على رأسه وأيضاً يتبقى إسبوعين لفيديو ليل نودل، فحاولا الإعتناء بالبيضة لتفقس في الإسبوع الأول ويكبر في الإسبوع الآخر، لكن لسوء الحظ لم يطير فوضع أونيون ورق مقوى على رأسه ليدعي أنه شعره الرسمي وذهبا إلى ليل نودل، صوروا المقطع ولكنهم فشلوا ثلاث مرات فقال ليل نودل أن لا مكان لهما في الفيديو، فكشف أونيون حقيقة العصفور الذي كان على رأسه لكن أعجبه هذا وقص عليه قصته عندما كان صغيراً وهبط عصفور على رأسه، فقاموا بتصوير الفيديو مجدداً مع العصفور ونجحت الفكرة، في لقطة أخيرة على سفينة ليل نودل هبط طائر على رأس أونيون فتظاهر بالبكاء. |        |                                   |                           |
| 13 | 13     | جيرانويد المستقبل                 | Gyranoid of the Future    |
| الصديقان متحمسان لركوب الأفعوانية المذهلة "جيرانويد المستقبل"، لكنهما يواجهان مشاكل تمنعهما من اللعب. |        |                                   |                           |
| 14 | 14     | دليل المرح                        | Fun Proof                 |
| يتنافس الصديقان ضد باقي زبائن مطعم بيتزا كي توضع صورتهما على حائط المطعم باعتبارهما أكثر الأشخاص مرحًا. |        |                                   |                           |
| 15 | 15     | مراقبة الحيتان                    | Whale Spotting            |
| ينضم أنيون إلى مجموعة متعجرفة من راكبي القوارب لمشاهدة حوت نادر لكنه يضطر إلى إخفاء معاناته من دوار البحر عنهم كي لا يسخروا منه. |        |                                   |                           |
| 16 | 16     | موجة حر                           | Heatwave                  |
| خلال موجة حر شديدة في المدينة، يحاول الصديقان نشر السعادة وإبهاج دار المسنين المنزعجين. |        |                                   |                           |
| 17 | 17     | آبل يتولى المسؤولية               | Apple's in Charge         |
| لمرة واحدة يُمنح آبل المسؤولية في متجر الدولار لكن أفكاره لكسب المال تستمر بالفشل. |        |                                   |                           |
| 18 | 18     | ترامبولين برجر                    | Burger's Trampoline       |
| يقرر الصديقان مشاهدة برنامج البطاقات الذي يحبه برجر كي يسمح لهما لاحقا باللعب على الترامبولين دون أن يجعلانه يشعر بأنهما يستغلانه. |        |                                   |                           |
| 19 | 19     | ورق الفتى الصغير                  | Baby Boi TP               |
| يريد آبل شراء مخزون دائم لمدى الحياة من ورق الحمام كي يتمكن من تحقيق حلمه في إكمال بناء منحوتته المعاصرة التي تجسم عائلته. |        |                                   |                           |
| 20 | 20     | غير مضحك                          | Not Funny                 |
| يشعر آبل بالغيرة من كوتون كاندي عندما تنسجم هي وأنيون جيدا كصديقين. |        |                                   |                           |
| 21 | 21     | دون أنيون                         | Onionless                 |
| عندما يغيب أنيون يتوجب على آبل الاعتناء بنبتته لكن مسلسلا تلفزيونيا يشتت انتباهه. القصة:في لقطة البداية كان أبل يشاهد التلفاز على مسلسل "جبل الجوع" وأونيون يغسل جورب أبل وهما يغنيان "جوارب أبل النظيفة" فعندما إكتملا إتصل شخص ما على أونيون فسمع أن يجب أن ينضم الى حفل، فعندما جهز أغراضه أراد أخذ نبتته معه فجاء أبل ليقول له أن هو من يعتني بها، فلما ذهب أونيون صار أبل يشاهد المسلسل ويتصل بإستمرار بأونيون بدل أن يعتني بالنبتة، فمل أونيون من إتصالاته لأنه في مناسبة مهمة فبحث أبل عن جليس من أصدقائه والكل لايقبل الدعوة إلا كوتون كاندي فجاءت كوتون كاندي إلى الكوخ فأراد أبل أن تخدمه حتى لا يفوت لقطة مهمة، ملت كوتون كاندي من خدمته وقالت إنها جاءت لمشاهدة المسلسل وإلا فستخرج، فقال أبل إنه سيعطيها مئة دولار فإتفقت معه ونظفت الكوخ وسجلت المسلسل وأخذت نبتة أونيون وهي ذبلة لرميها في سلة القمامة وخرجت من الكوخ، فتذكر أبل النبتة وندم وخرج لإنقاذها وهي في شاحنة القمامة، فلما نجح في إنقاذها فكر كيف يحيي النبتة الذبلة، فذهب إلى كلية نباتات وبعد مدة من الزمن تخرج منها وأنقذ النبتة ولما رجع أونيون إلى الكوخ أخبره أبل بأنه خريج كلية نباتات فعندما سأله عن أموال الكلية أجاب أبل بأنه كتب إسم فلافل، شاهدا الثنائي المسلسل مع كوتون كاندي حينها ظهرت اللقطة المهمة التي إنتظروها، النهاية.                                                                                              |        |                                   |                           |
| 22 | 22     | منسق الحفلات                      | Party Popper              |
| ينضم ضيف غضوب ومتسلط إلى الحفلة التي يقيمها آبل وأنيون فيقاطع مخططاتهما، وبسبب كرهه الشديد للغناء، يضطر الصديقان إلى منع الجميع من الغناء. |        |                                   |                           |
| 23 | 23     | واجه مخاوفك                       | Face Your Fears           |
| يقطع آبل وأنيون وعدًا بأن يكونا بجانب فرينش فراي حتى تتمكن من مواجهة مخاوفها وإلقاء قصيدتها لكن لا تسير الأمور كما خططا لها. |        |                                   |                           |
| 24 | 24     | (غير متوفر)                       | Apple's Short             |
| يعجب آبل بممثلة شهيرة ويود نيل إعجابها لكنها لا تحب قصار القامة لذا يحاول آبل أن يصبح طويلا. |        |                                   |                           |
| 25 | 25     | نظرية الموقف الإيجابي             | Positive Attitude Theory  |
| يراهن آبل وأنيون فلافل على أنهما يستطيعان تحمل وظيفته ليوم واحد بسلوكهما الإيجابي. |        |                                   |                           |
| 26 | 26     | اتبع أحلامك                       | Follow Your Dreams        |
| يتم خداع الثنائي من خلال إعلان تجاري يدفعهما للاعتقاد بأن حلمهما هو أن يكونا مزينيَن محترفيَن للحيوانات. |        |                                   |                           |
| 27 | 27     | النقانق وتحطيم الحلويات           | Sausage and Sweetie Smash |
| عندما يذهب آبل وأنيون إلى البقالة لشراء بعض الطعام، يتشتت انتباههما بسبب هوسهما: هوس آبل بالنقانق وهوس أنيون بلعبة تسمى تحطيم الحلويات. لإتمام مهمة شراء الحاجيات من البقالة، يجب على آبل وأنيون التغلب على هوسهما. |        |                                   |                           |
| 28 | 28     | محار والأنانية                    | Selfish Shellfish         |
| على آبل وأنيون إثبات أن شيلفيش (المحارة) مخطئة عندما تدعي أنهما أنانيان ولا يفعلان الخير إلا للحصول على الشكر. |        |                                   |                           |
| 29 | 29     | صيغة آبل                          | Apple's Formula           |
| يريد الممثل الشهير تيتر توت من آبل أن يمثل في فيلمه الجديد لأنه يعتقد أن آبل "مضحك بشكل طبيعي" مما يضع آبل في مهمة لإيجاد الصيغة التي تجعله مضحكًا. |        |                                   |                           |
| 30 | 30     | نهر الذهب                         | River of Gold             |
| يصبح آبل وأنيون مهووسين بقراءة كتاب قديم معروض في المتحف ولكن على تشيكن ناجيت حراسة ذلك الكتاب من أجل استعادة وظيفته كشرطي. |        |                                   |                           |
| 31 | 31     | آبلوني                            | Appleoni                  |
| يؤلف الصديقان رقصة جديدة لكن برجر يسرق الفضل عندما يكتسب شهرة ذائعة بعد قيامه برقصتهما مع تعديل طفيف. |        |                                   |                           |
| 32 | 32     | فلافل في السجن                    | Falafel's in Jail         |
| تم القبض على فلافل للاشتباه في ارتكابه لسلسلة من عمليات سرقة سماعات الرأس. يشعر آبل وأنيون بالاقتناع الشديد ببراءته لذا يقومان بالكثير من المحاولات لإخراجه من السجن. |        |                                   |                           |
| 33 | 33     | لص متجر الموسيقى                  | The Music Store Thief     |
| أحدٌ ما يسرق الآلات من متجر الموسيقى لآيس تي مباشرة أثناء وجود حارس الأمن تشيكن ناجيت ومن وراء ظهره. يحب آبل وأنيون المتجر كثيرًا لدرجة أنهما تطوعا للمساعدة في القبض على اللص. |        |                                   |                           |
| 34 | 34     | الذبابة                           | The Fly                   |
| يجب أن يتخلص آبل وأنيون من الذبابة الموجودة في شقتهما وإلا سيطردهما فلافل إلى الأبد. |        |                                   |                           |
| 35 | 35     | رأس التنين                        | Dragonhead                |
| .يبني آبل وأنيون موقفًا سريًا للسيارات بهدف جمع الأموال لشراء دش حمام جديد. |        |                                   |                           |
| 36 | 36     | الحصول على القوة                  | Pulling Your Weight       |
| يبدأ آبل وأنيون في تلقي دروس التمارين في نادي المدينة الرياضي من أجل الحصول على القوة الكافية لإنقاذ حياة بعضهما البعض. |        |                                   |                           |
| 37 | 37     | آبل المشاغب                       | Rotten Apple              |
| يأتي والد أنيون إلى المدينة في زيارة لكنه يبدأ في الاعتقاد بأن آبل ذو تأثير سيئ على أنيون. |        |                                   |                           |
| 38 | 38     | عالم الوسط                        | The Inbetween             |
| يتيه آبل وأنيون في الفراغ الذي يتوسط شقتهما وشقة فلافل فيقابلان مستأجرًا كان مفقودًا منذ فترة طويلة. |        |                                   |                           |
| 39 | 39     | يوم الانتخابات                    | Election Day              |
| يريد آبل أن يُنتخَب عمدةً للمدينة بعد أن قام العمدة نيز بحظر حفلات الشوارع حتى يتمكن من الحصول على بعض السلام والهدوء. |        |                                   |                           |
| موسم 2 |        |                                   |                           |
| 40 | 1      | البطل                             | Champion                  |
| على آبل وأنيون أن يجدا طريقة للتخلص من كلب مثير للمشاكل كانا قد ظنا بالخطأ أنه حصان. |        |                                   |                           |
| 41 | 2      | (غير متوفر)                       | Falafel's Passion         |
| على آبل وأنيون إيقاف فلافل من تعريض نفسه للسخرية على برنامج تلفزيوني. |        |                                   |                           |
| 42 | 3      | حفرة في السقف                     | Hole in Roof              |
| آبل وأنيون عازمان على إصلاح الحفرة الموجودة في سقفهما قبل عاصفة القرن الأقوى التي على وشك الوقوع. |        |                                   |                           |
| 43 | 4      | قانون باتي                        | Patty's Law               |
| يريد آبل وأنيون الذهاب لممارسة التزلج الهوائي (الإبحار بالمظلة)، لكن الأمور تأخذ منعطفاً غير متوقع عندما يضطران إلى رعاية فلافل المريض أولاً. |        |                                   |                           |
| 44 | 5      | وحش الأكل                         | The Eater                 |
| يضطر الصديقان إلى مواجهة وحش في عالم موازٍ من أجل أن يعودا إلى منزلهما في عالمهما الحقيقي. |        |                                   |                           |
| 45 | 6      | مائدة آبل وأنيون                  | Apple & Onion's Booth     |
| يجب على آبل وأنيون إنقاذ طاولتهم المفضلة في مطعم بيتزا من أحد تجّار صناعة النفط في تكساس. |        |                                   |                           |
| 46 | 7      | الدجاجة الصغيرة                   | Ferekh                    |
| يجب على آبل وأنيون استعادة ديك فلافل المفضل الذي يدعى "فرخ" من العلماء. |        |                                   |                           |
| 47 | 8      | الثناء على الرأس                  | Pat on the Head           |
| يتم تنويم أنيون مغناطيسيا فتتغير شخصيته ليصبح شخصا مهووسا بالطبيعة مفتول العضلات ويجب على آبل أن يبطل هذا التنويم المغناطيسي حتى يتسنى لهما البدء بالطهي لضيفة مهمة. |        |                                   |                           |
| 48 | 9      | انتصار فلافل                      | Falafel's Glory           |
| على آبل وأنيون أن يفوزا في لعبة الأسئلة بمساعدة من فلافل للحصول على أكبر كرة لحم في العالم. |        |                                   |                           |
| 49 | 10     | احتفال الكريسماس                  | Christmas Spirit          |
| يتنافس الصديقان ضد تشيكن ناجيت في العمل للحصول على نقود تكفي لشراء الهدايا التي يريدونها. |        |                                   |                           |
| 50 | 11     | برجر ينظم حياته                   | Slobbery                  |
| يجب على آبل وأنيون التخلص من رفيق السكن المزعج لبرجر. |        |                                   |                           |
| 51 | 12     | نادي ميكرويف للرقص                | Microwave's Dance Club    |
| يحتاج آبل وأنيون إلى مساحة أكبر في نادٍ مزدحم ليرقصا بحرية. ومن أجل الدخول إلى قسم الشخصيات المهمة (الفي آي بي) في النادي، على آبل وأنيون أن يصبحا مشهورين أولا. |        |                                   |                           |
| 52 | 13     | الكثير من العمل وليس اللعب        | All Work and No Play      |
| أخيرا يقوم آبل وأنيون بشراء لعبة حلبة السباق الباهظة بعد ادخار المال، لكن تواجههم مشكلة أخيرة وهي أنهم لا يملكون وقتًا للعب. |        |                                   |                           |
| 53 | 14     | الحذاء الطائر من دون طيار         | Drone Shoes               |
| يبحث آبل وأنيون عن مصدر كبير للطاقة ليشحنا أحذيتهما الطائرة الجديدة. |        |                                   |                           |
| 54 | 15     | السير على السقف                   | Walking on the Ceiling    |
| يعلق آبل وأنيون في جسرٍ ويحاولان النزول منه. |        |                                   |                           |
| 55 | 16     | أبقها طازجة                       | Keep It Fresh             |
| على آبل وأنيون أن ينقلا شطيرةً إلى الثلاجة كي تبقى طازجة ولا تنتهي صلاحيتها. |        |                                   |                           |
| 56 | 17     | قرد الليل البانامي                | Panamanian Night Monkey   |
| يبدو يوم آبل وأنيون عاديا إلى أن يقررا التنكر في زي حمار وحشي ليقابلا قردهما المفضل في حديقة الحيوانات. |        |                                   |                           |
| 57 | 18     | مطعم زا                           | Za                        |
| يقوم آبل وأنيون بتغيير جذري لمطعم بيتزا كي يساعداه على جذب المزيد من الزبائن لكن يحصل ما لم يكن في الحسبان. |        |                                   |                           |
| 58 | 19     | (غير متوفر)                       | Broccoli                  |
| على آبل وأنيون أن يجعلا هوغي ينهي عملية استبدال سقف منزلهما كي يتمكنا من العودة إلى حياتهما الطبيعية. |        |                                   |                           |
| 59 | 20     | يوم أبناء العم                    | Cousin's Day              |
| يريد آبل وأنيون تحقيق ربح مالي لمتجر الدولار قبل أن تعود مديرتهما باتي من عطلتها. |        |                                   |                           |
| 60 | 21     | لا شيء يستطيع إيقافنا             | Nothing Can Stop Us       |
| آبل وأنيون لا يدعان العقبات توقفهما عن إيصال الشعر المستعار إلى هوت دوغ كي يتقدم لتجربة أداء مهمة. |        |                                   |                           |
| 61 | 22     | أحسنت عملا                        | Good Job                  |
| يحاول آبل وأنيون جعل النزلاء يقدرون الجهد الذي يبذله فلافل لهم وإلا قد يرحل فلافل بسبب شعوره بالحزن. |        |                                   |                           |
| 62 | 23     | (غير متوفر)                       | One Hit Wonder            |
| يتعين على آبل وأنيون أن يتأكدا من أن ثنائي الكوكيز المقبلين على الزواج (وهما كاندي كوكي وتشوكليت شيب كوكي) سيبقيان مرتبطين كي يتمكن آبل وأنيون من غناء أغنيتهما الجديدة عن المحبة في حفل زفاف الثنائي. |        |                                   |                           |
| 63 | 24     | مسألة كبرياء                      | A Matter of Pride         |
| يقرر آبل وأنيون التخلي عن وظيفتهم المهينة في متجر الدولار حفاظا على كبريائهم ويبدآن في البحث عن وظيفة تتناسب مع حسهم العالي بالكبرياء. |        |                                   |                           |
| 64 | 25     | ملصق بالمقلوب                     | Eyesore a Sunset          |
| يتفق الصديقان على أن لكلٍ ذوقه الشخصي في الفن لذلك يبحثان عن حل لكي يعيشا معا في وئام دون فرض أذواقهما على بعضهما، فيقرران بناء جدار فاصل في غرفتهما لكنهما يحتاجان إلى المال لتحقيق ذلك. |        |                                   |                           |
| 65 | 26     | (غير متوفر)                       | For Queen and Country     |
| يصبح أنيون معجبا بملكة إنجلترا ومع أن هذا الحب مستحيل إلا أن آبل يبدأ بإعداد خطة ليساعد أنيون في الفوز بقلب الملكة. |        |                                   |                           |
| 66 | 27     | (غير متوفر)                       | Petri                     |
| يقوم آبل بشراء "حيوان أليف" غريب وهو طبق بتري يحتوي على جرثومة لكن عند خروج آبل وأنيون، ينسى آبل الطبق مفتوحا في الشقة. عليهما أن يعودا ويغلقا طبق البتري بغطاء قبل أن تنمو الجرثومة بشكل هائل وتسبب الدمار للأرض. |        |                                   |                           |
| 67 | 28     | المتسكعان                         | Lowlifes                  |
| يقوم آبل وأنيون بإتمام عقوبة الخدمة الاجتماعية بطريقة ذكية وسريعة ليثبتا لتشيكن ناجيت أنه يجب ألا ينعتهما بالمتسكعين، لكن العمدة نيز يستغل مهاراتهما لصالحه. |        |                                   |                           |
| 68 | 29     | مفاتيح سيارة فلافل                | Falafel's Car Keys        |
| يحاول آبل وأنيون أخذ المفاتيح الاحتياطية من فلافل بحذر بعد أن سمح لهما باستعارة سيارته فأخفقا وفقدا المفاتيح الأساسية. |        |                                   |                           |
| 69 | 30     | استيقظوا يا محبي الأحذية الرياضية | Sneakerheads              |
| يحاول آبل وأنيون إيجاد طريقة لتفادي القانون الخاص بالعمدة نيز، والذي ينص على أنه سيستولي على أحذيتهما الرياضية الباهظة عند وفاتهما. |        |                                   |                           |
| 70 | 31     | حياة ثري                          | Filthy Rich               |
| يظهر العمدة نيز في برنامج تلفزيوني متفاخرا بثروته وأملاكه مما يصيب آبل وأنيون بعدم الرضا والقناعة بما لديهما، فيبدآن بالقيام بكل ما يستطيعان للحصول على ثروة هائلة والشعور بالرضا. |        |                                   |                           |
| 71 | 32     | (غير متوفر)                       | Truffle Season            |
| بعد قيام آبل وأنيون بإنقاذ حياة فلافل، يقرر فلافل عدم تركهما وحيدين كرَدٍّ لمعروفهما فيحاول مساعدتهما بينما يذهبان في رحلة لحصاد الكمأ وتناوله بما أن موسم الكمأ قد حان. |        |                                   |                           |
| 72 | 33     | توقيع على السيارة                 | Lambporcini               |
| بينما يتمشى آبل وأنيون وهما سعيدان بالملابس الجديدة التي اشترياها من ستريت دوغ، يراهما تشيكن ناجيت فيخطئ ويظن أنهما عاملا صف السيارات لذا يأمنهما على سيارته الرياضية الجديدة الباهظة والتي تم تصميمها شخصيا بواسطة لامبورشيني. |        |                                   |                           |
| 73 | 34     | قسيمة البيتزا                     | Jerk Chicken              |
| اقتداءً بفكرة الحلم الأمريكي، يبدأ آبل وأنيون مشروعها التجاري ألا وهو خدمة توصيل البيتزا، ولكن يرتكب آبل خطأً بطباعة قسائم غير مربحة مما يوقعهما في مصيبة. |        |                                   |                           |
| 74 | 35     | بائع مخادع                        | Open House Cookies        |
| يقوم جيرك تشيكن بعرض منزل للبيع فيزوره آبل وأنيون مرارا وتكرارا ولكن ليس للشراء بل لغرض آخر. |        |                                   |                           |
| 75 | 36     | كأس العالم                        | World Cup                 |
| أخيرا يحين وقت استرخاء آبل وأنيون على كراسي التدليك التي استأجراها لمدة شهر بعد عمل مضنٍ لجمع مبلغ التأجير، ولكنه أيضا وقت كأس العالم لكرة القدم ومنتخب مصر مشارك في البطولة، مما يعني أن فلافل سيزعج آبل وأنيون بتشجيعه العالي أثناء متابعته للبطولة لمدة شهر. |        |                                   |                           |
| 76 | 37     | اربحها أو ارمها                   | Win It or Bin It          |
| يفوز الصديقان بشقة فاخرة جديدة ومفروشة بالكامل في مسابقة أسئلة، لكنهما بحاجة إلى خطاب توصية إيجابي من فلافل لكي يستلما جائزتهما. |        |                                   |                           |

| منمنمات (مقاطع قصيرة)                                                                                               | منمنمات (مقاطع قصيرة) | منمنمات (مقاطع قصيرة) |
| الحلقة | العنوان               | العنوان الإنجليزي     |
| --- | --------------------- | --------------------- |
| 1 | المصعد                | Lift                  |
| يغني آبل وأنيون وهوغي السندويتش أغنية عن ركوب المصعد أثناء تواجدهم فيه معًا.                                         |                       |                       |
| 2 | تلميع رأسي            | Buff Up My Head       |
| يغني آبل أغنية عن تلميع رأسه ثم ينضم إليه أنيون إلى الغناء دون أن يدركا أنهما سيتأخران عن حفلة عيد ميلاد برجر.      |                       |                       |
| 3 | لا شيء آخر            | Nothing Else          |
| يغني آبل وأنيون عن الأشياء الموجودة وطرق استخدامها لكنهما عالقان في صندوق خالٍ.                                      |                       |                       |
| 4 | النوم                 | Sleep                 |
| يلعب الصديقان ويلهوان في الليل مع أن عليهما أن يكونا نائمين.                                                        |                       |                       |
| 5 | الماء                 | Water                 |
| عندما تبدأ أنابيب شقة آبل وأنيون بالتسريب يشعران بأهمية الماء ويغنيان أغنية عن فوائده.                              |                       |                       |
| 6 | السيارة               | Car                   |
| يرقص الصديقان على أنغام إنذارانطلق من سيارة كان هوغي السندويتش يحاول سرقتها فرآهم تشيكن ناجيت وقام باعتقال هوغي.    |                       |                       |
| 7 | حفلة بيتزا            | Pizza Party           |
| يغني آبل وأنيون أغنية مفعمة بالحيوية والتفاؤل للاحتفال بيوم ميلاد بيتزا.                                            |                       |                       |
| 8 | الوداع                | Goodbye               |
| يسيء آبل وأنيون فهم فلافل عندما يتصل بهما ويخبرهما بأن عليهم المغادرة فيغنيان أغنية عن الوداع وترك الشقة إلى الأبد. |                       |                       |

## وصلات خارجية
- أبل وأونيون على موقع IMDb (الإنجليزية)
- أبل وأونيون على موقع روتن توميتوز (الإنجليزية)
- أبل وأونيون على موقع ليتربوكسد (الإنجليزية)
- أبل وأونيون على موقع كينوبويسك (الروسية)
- أبل وأونيون على موقع ألو سيني (الفرنسية)
- أبل وأونيون على موقع قاعدة بيانات الفيلم (الإنجليزية)